# Thỏ lùn Hà Lan

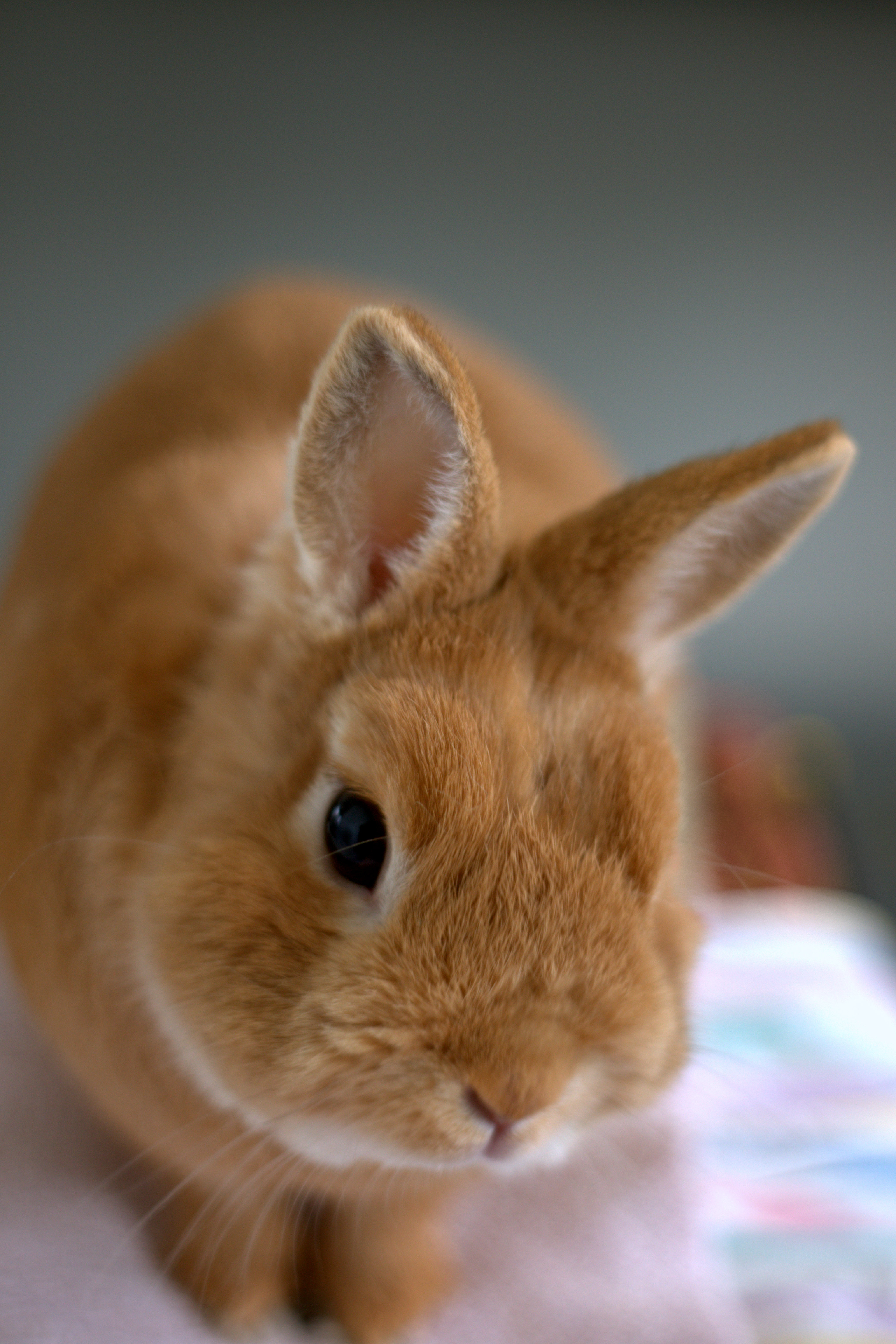
Một con thỏ lùn Hà Lan có sắc màu nâu

Thỏ lùn Hà Lan là một giống thỏ nhà có nguồn gốc từ Hà Lan, chúng là giống phổ biến trong dòng thỏ nhà với đặc trưng mặt tròn, tai ngắn, nhỏ con và nhẹ cân. Cân nặng khoảng 1.1 kg, phối giống từ loài thỏ Ba Lan. Chúng chỉ nặng tối đa là 1,6 kg nên người ta không nuôi chúng để lấy thịt thỏ. Chúng phù hợp là thỏ kiểng với trẻ em. Do vóc dáng nhỏ bé, chúng rất dễ bị hoảng sợ nên cần được chủ chăm sóc, gần gũi nhiều hơn. Nuôi chúng đòi hỏi một chế độ ăn uống phức tạp, cầu kỳ và phải đảm bảo tiêu chuẩn.

## Đặc điểm
Mặc dù là nhỏ hơn so với các giống khác nhưng chúng rất năng động và, như với tất cả thỏ, chúng cần một không gian rộng để di chuyển xung quanh và tập thể dục. Chúng được nhân giống đầu tiên ở Hà Lan trong những năm đầu thế kỷ 20. Những chú lùn đầu tiên được nhập khẩu vào Anh Quốc vào năm 1948. Trong những năm 1960 và 1970 Mỹ nhập khẩu Hà Lan đầu tiên, chúng nhiều khi có tính khí sợ hãi và đôi khi hung dữ. Trung bình Netherland Dwarf có thể sống đến 7 năm hoặc hơn
Đây là một kết quả của các nhà lai tạo chọn giống vật nuôi hoang dã cho kích thước của chúng. Các thỏ lùn đầu tiên cư xử giống như những con thỏ hoang dã hơn các động vật nhà và không phải là vật nuôi tốt. Tuy nhiên, qua nhiều thế hệ lai tuyển chọn, các con thỏ lùn Hà Lan hiện đại đã trở thành một cách nhẹ nhàng, thân thiện với vật nuôi, mặc dù nó vẫn có thể giữ lại một khuynh hướng mạnh mẽ hơn so với các giống lớn hơn.
Giống thỏ khá nhỏ gọn, thân mình tròn trịa rất gọn gàng. Tai ngắn so với các giống thỏ khác và vành tai gọn. Là người bạn tuyệt vời cho trẻ nhỏ với chiếc đầu tròn rất đáng yêu. Netherland dwarf là loài thỏ có kích thước nhỏ và trọng lượng không quá 0,9 kg. Các bộ phận và khuôn mặt tròn trĩnh và đội tai rất ngắn- không dài quá 5 cm. Chúng có đội mắt lớn và sáng. Kích thước trung bình Netherland dwarf nặng không quá 0,9 kg
Đầu và mắt của chúng là quá lớn đối với cơ thể của mình, (do chứng lùn di truyền) và đôi tai nhỏ cao trên đầu. Ngoài ra, khuôn mặt được làm tròn và ngắn gọn. Chúng có một cơ thể nhỏ gọn và tròn. Chúng cũng có đặc điểm hành vi cơ bản giống như chó hoặc mèo. Những chú lùn có thể lẳng lơ, hoang dã, và hoặc có tính chất khó chịu. Đây là một ấn tượng còn sót lại từ sự khởi đầu của giống này. Điều này đã thay đổi thông qua nhân giống chọn lọc, Tuy nhiên, là những con vật nhát và sống khép kín.

## Chế độ ăn

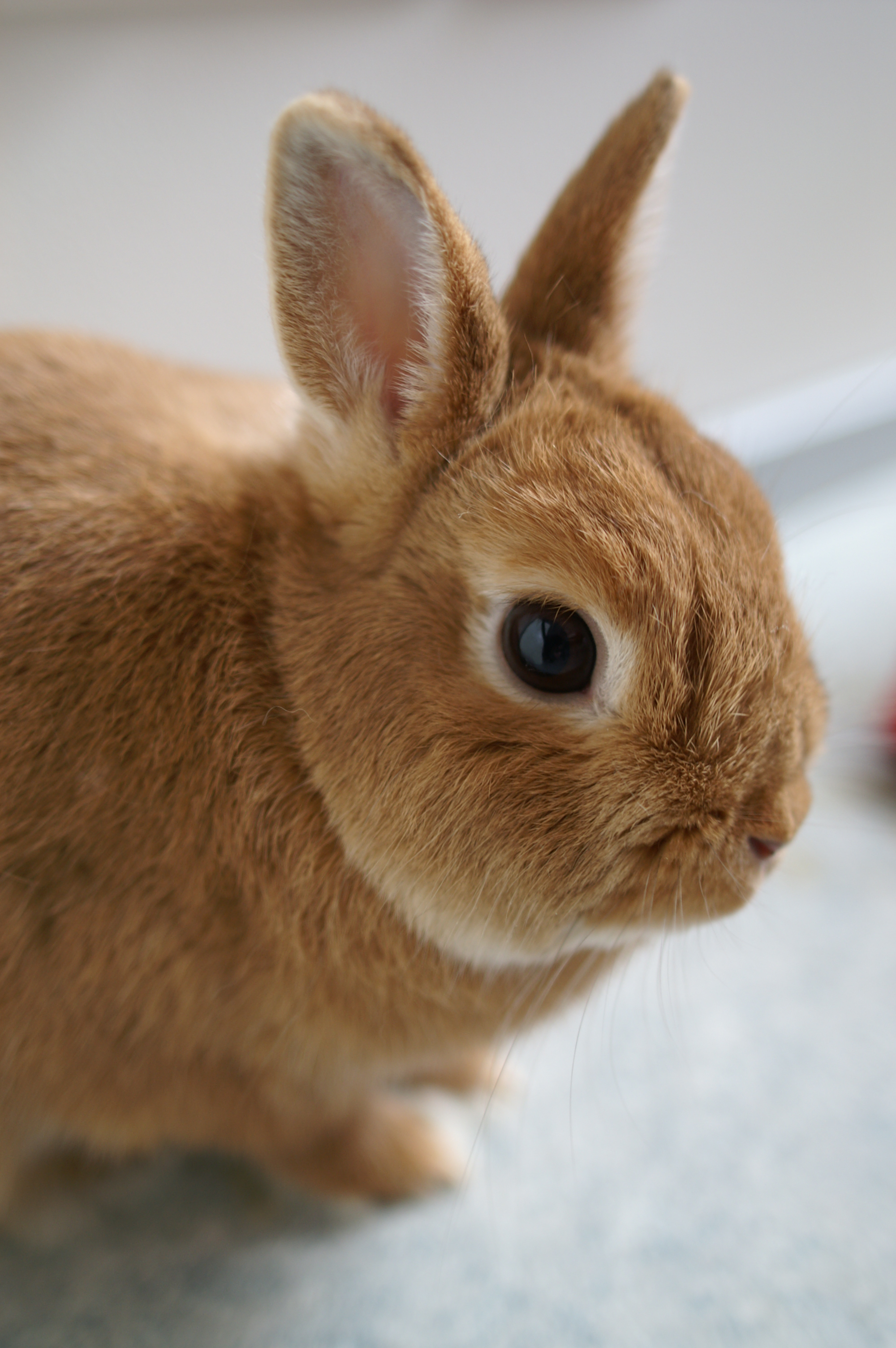
Thỏ lùn Hà Lan ăn uống khá cầu kỳ

Một phần quan trọng của chế độ ăn uống nên bao gồm cỏ khô hoặc cỏ. Nên có sẵn và rất cần thiết cho những hệ thống tiêu hóa con thỏ. Đừng bỏ cỏ cắt khi nó lên men nhanh chóng và có thể gây ra các vấn đề về tiêu hóa. Một lượng nhỏ các loại rau có thể được đưa vào. Các loại rau củ như cà rốt và củ cải vàng và trái cây có nhiều chất đường và không nên dùng thường xuyên hoặc số lượng lớn. Nếu muốn cho chúng ăn trái cây, cung cấp các loại trái cây có hàm lượng đường thấp, giống như quả táo.
Hội đồng Nghiên cứu Quốc gia liệt kê các tiêu thỏ dinh dưỡng tối thiểu cho một chế độ ăn uống là 14% -16% chất xơ thô, 2% chất béo, và 12% protein. Đặc biệt đề nghị rau với rau xanh như dưa chuột, cà rốt, rau thì là, củ, củ cải, bông cải xanh và Các loại thảo mộc, đặc biệt khuyến khích và cây thuốc như húng quế, cây lưu ly, xà lách xoong, rau thì là, hoa cúc, rau mùi, levisticum officinale, chanh, rau mùi tây, và cỏ thi. Rau củ khuyến khích: bí, củ cải, rau diếp xoăn, bí xanh, rễ cây mùi tây, lá ngô.
Không thích hợp và không bao giờ cho ăn những loại cà tím, cần tây, bất kỳ loại rau diếp, bơ, các loại đậu (đậu Hà Lan, đậu lăng), củ cải (root), đậu nành, tỏi tây, trái bầu cảnh, hành tây, đại hoàng; rau bina. Một số loại rau diếp là nguy hiểm cho thỏ vì hàm lượng nước cao có thể gây tiêu chảy. Thực phẩm xơ cũng không tốt cho thỏ, bao gồm cần tây, măng tây, và đại hoàng. Các loài độc: khoai tây tươi và lá khoai, hành tây, cà chua xanh, lá cà chua.

## Sinh sản
Thỏ Netherland dwarf là loài thỏ khó sinh sản, có thể là do kích thước nhỏ của những con thỏ cái. Nhưng điều này đã được khắc phục và bây giờ chúng có thể sinh sản một cách tự do. Độ tuổi lý tưởng để cho chúng sinh sản là từ 5 đến 6 tháng tuổi. Thỏ cái nên sinh con trước 1 năm tuổi. Lý do là sau độ tuổi này vùng xương chậu sẽ cứng và nó sẽ không có khả năng sinh sản một cách tự nhiên. Thỏ cái không nên mang thai nữa sau 3 năm tuổi Thỏ netherland dwarf có trung bình từ 2-4 con non. Và có thể lên đến 6. Thời kỳ mang thai từ 28- 31 ngày. Trung bình chúng đẻ con vào ngày thứ 30 hoặc 32